# Вальдериче
Вальдериче (итал. Valderice, сиц. Valdèrici) — коммуна в Италии, располагается в регионе Сицилия, подчиняется административному центру Трапани.
Население составляет 11 544 человек (на 2004 г.), плотность населения составляет 218 чел./км². Занимает площадь 52 км². Почтовый индекс — 91019. Телефонный код — 0923.
Покровителем коммуны почитается Господь-Вседержитель (Cristo Re), празднование 26 ноября.

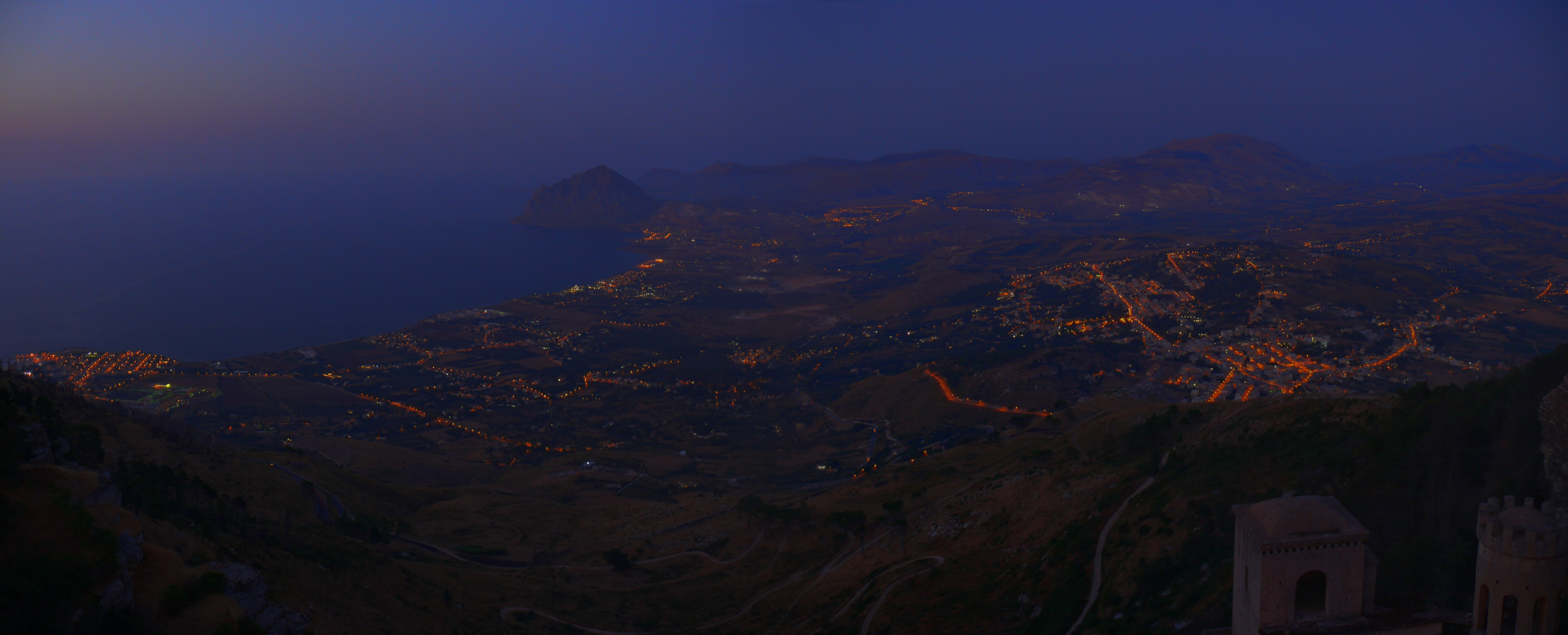
Вальдериче